# Hessen-Rheinfels

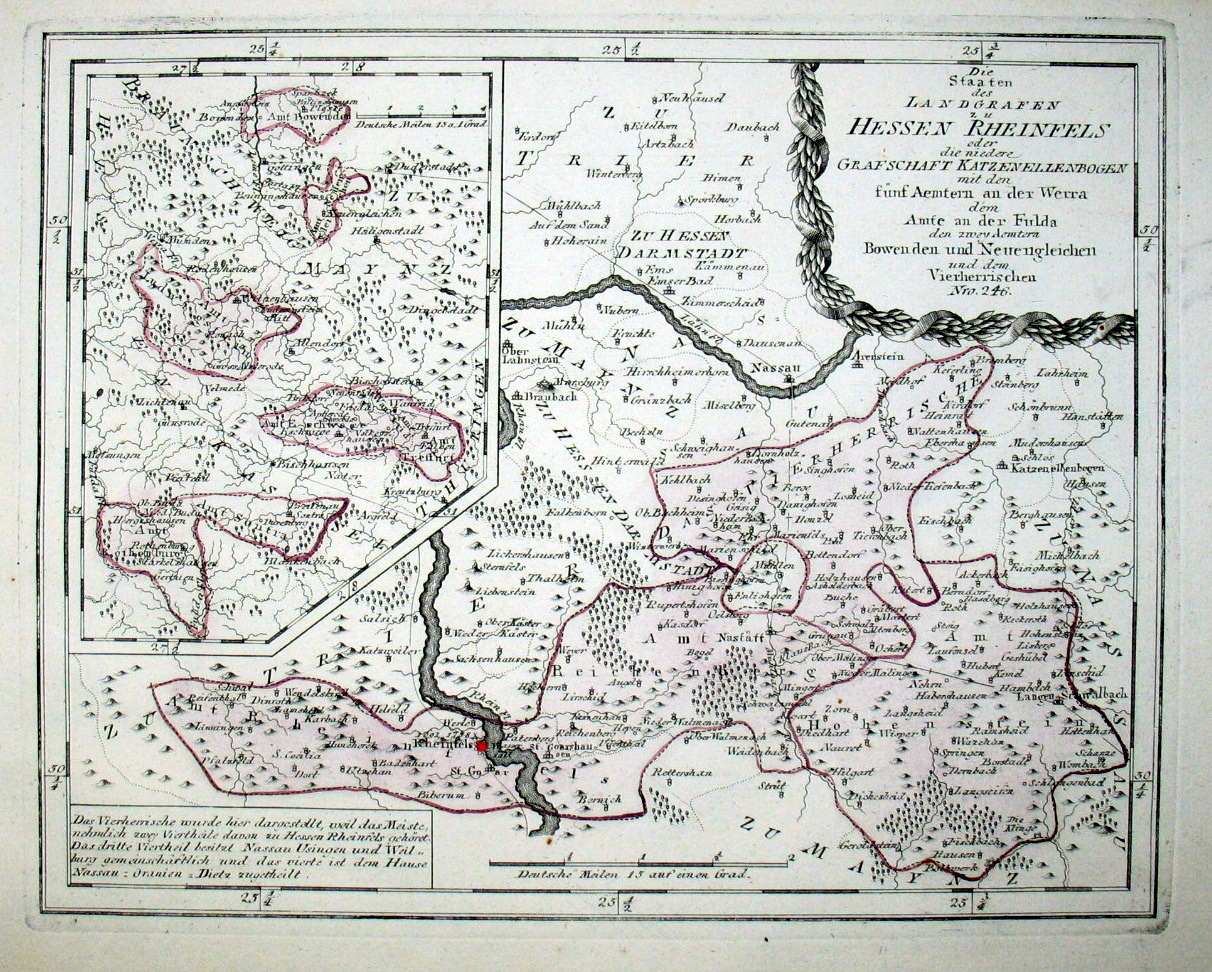
Gebiete von Hessen-Rheinfels (Karte von Reilly, 1794)

Die (erste) Landgrafschaft Hessen-Rheinfels ging aus der Aufteilung der Landgrafschaft Hessen 1567 hervor und bestand nur bis 1583. Sie wurde von Philipp II. (Hessen-Rheinfels) in einer Nebenlinie des Hauses Hessen regiert, die mit dessen Tod erlosch. Das Territorium bestand aus der Niedergrafschaft Katzenelnbogen, dem Gebiet um St. Goar (linksrheinisch) sowie Reichenberg, Hohenstein und Braubach (rechtsrheinisch).
Zu der (zweiten) jüngeren Landgrafschaft Hessen-Rheinfels (ab 1649) und (ab 1658) Landgrafschaft Hessen-Rheinfels-Rotenburg siehe Ernst I. (Hessen-Rheinfels-Rotenburg) beziehungsweise Hessen-Rotenburg.

## Geschichte
Die Landgrafschaft entstand bei der Teilung der Landgrafschaft Hessen nach dem Tod des Landgrafen Philipp I. des Großmütigen († 1567). Philipps ältester Sohn, Wilhelm IV., erhielt Hessen-Kassel mit etwa der Hälfte des gesamten Territoriums, Hessen-Marburg kam mit etwa einem Viertel des Gesamtterritoriums an Ludwig IV., Georg I. erhielt Hessen-Darmstadt (im Wesentlichen die vormalige Obergrafschaft Katzenelnbogen), und Philipp II. bekam Hessen-Rheinfels, das etwa ein Achtel des bisherigen hessischen Gebiets umfasste.
Hessen-Rheinfels umfasste im Wesentlichen die alte Niedergrafschaft Katzenelnbogen mit ihren vier Ämtern Rheinfels mit dem Hauptort Sankt Goar (linksrheinisch), Braubach, Reichenberg und Hohenstein (rechtsrheinisch). Als Residenz bezog Philipp II. die Burg Rheinfels, als Witwensitz für seine Gemahlin errichtete er das Schloss Philippsburg. Amtleute mit Wachmannschaften saßen auf Burg Reichenberg, der Burg Hohenstein, der Burg Neukatzenelnbogen (Burg Katz) und der Burg Schwalbach im Obertaunus. Das Land brachte 1570 etwa 18.700 fl. ein, danach stiegen die Einnahmen auf etwa 24.000 fl. an.

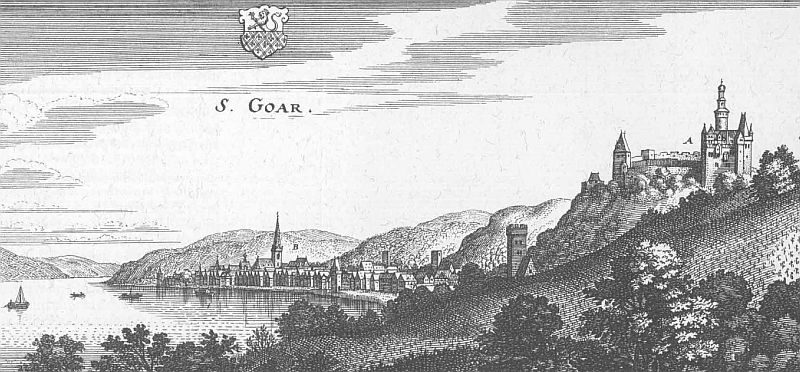
Burg Rheinfels (St. Goar)
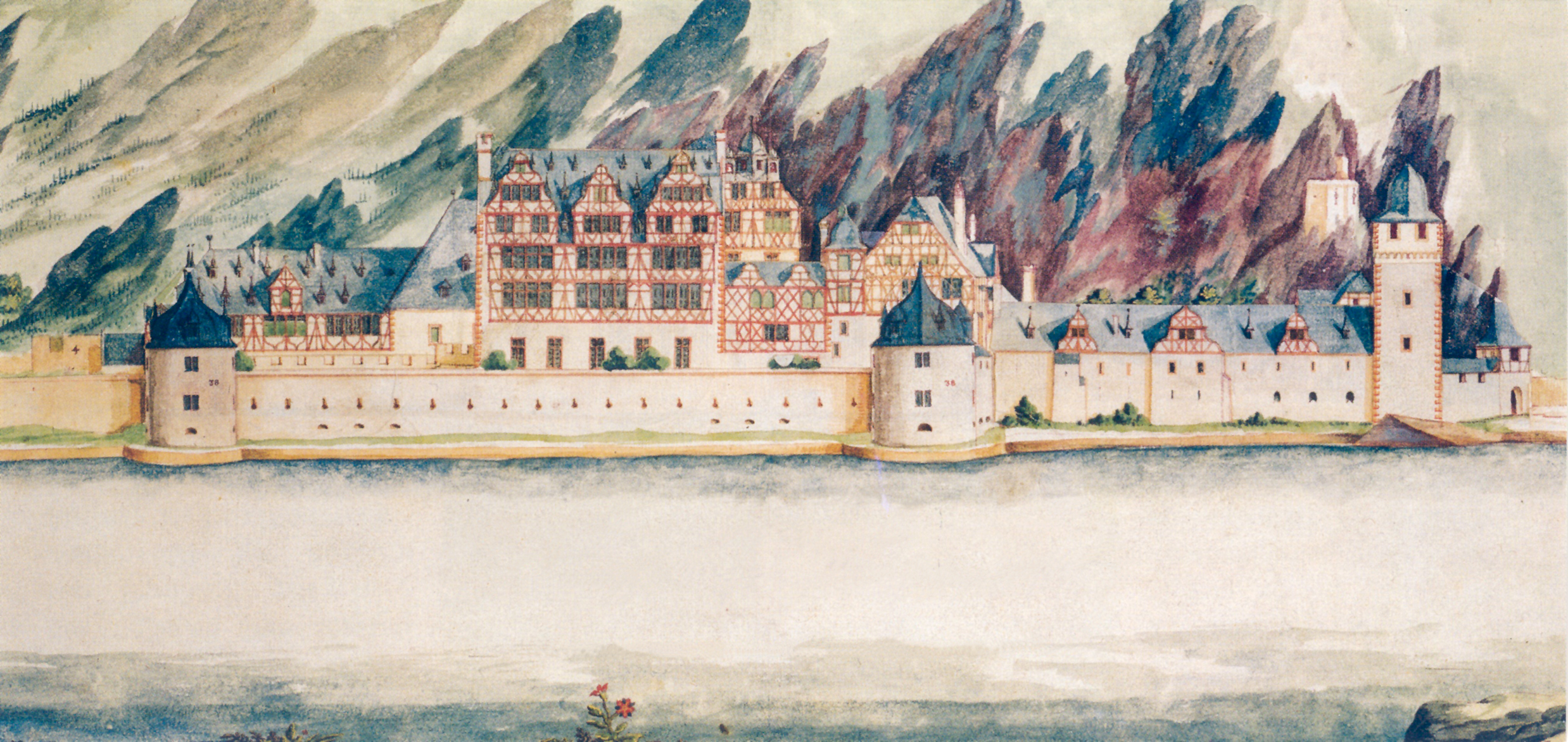
Schloss Philippsburg (Braubach)
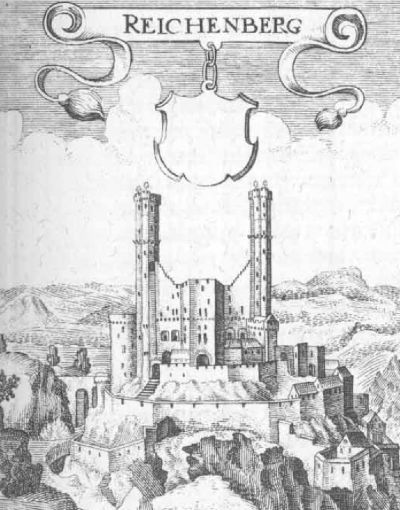
Burg Reichenberg
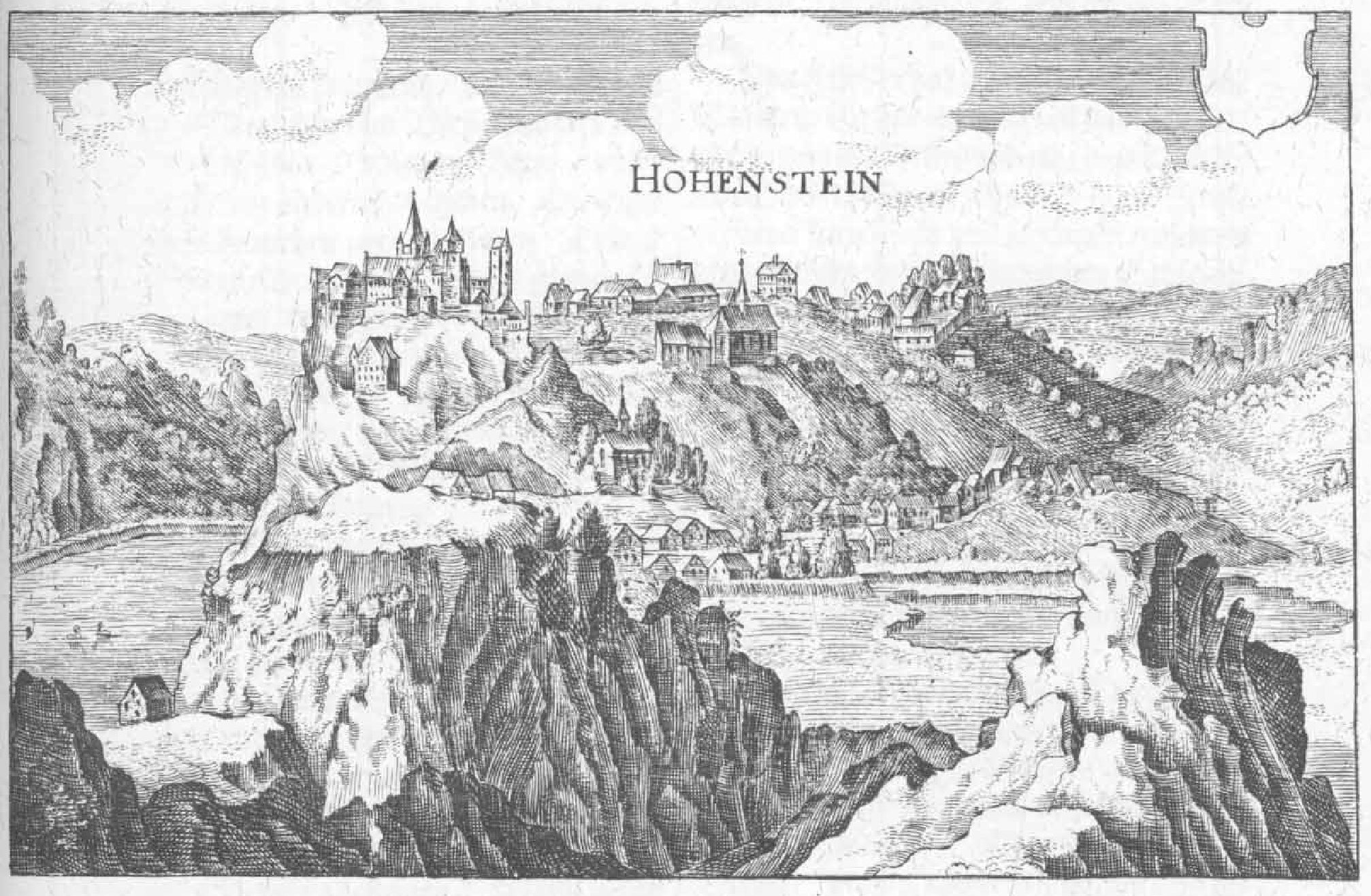
Hohenstein
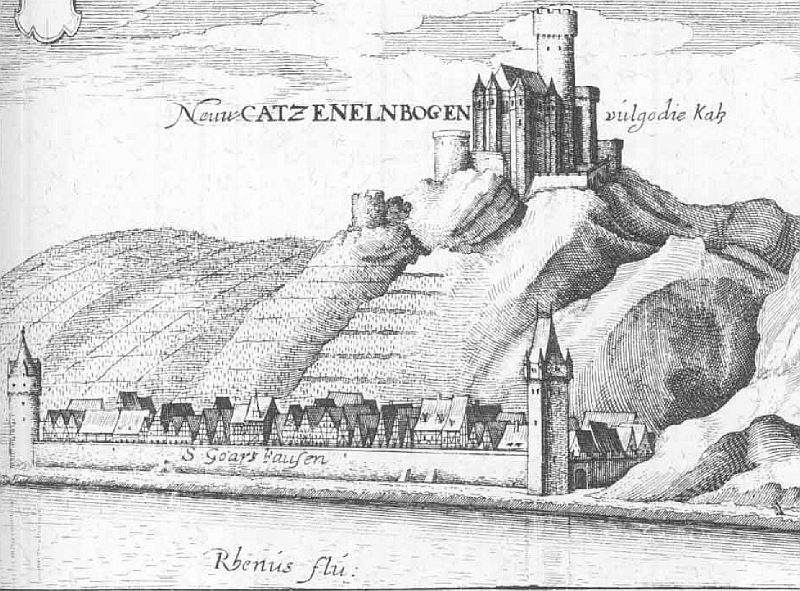
Burg Katz
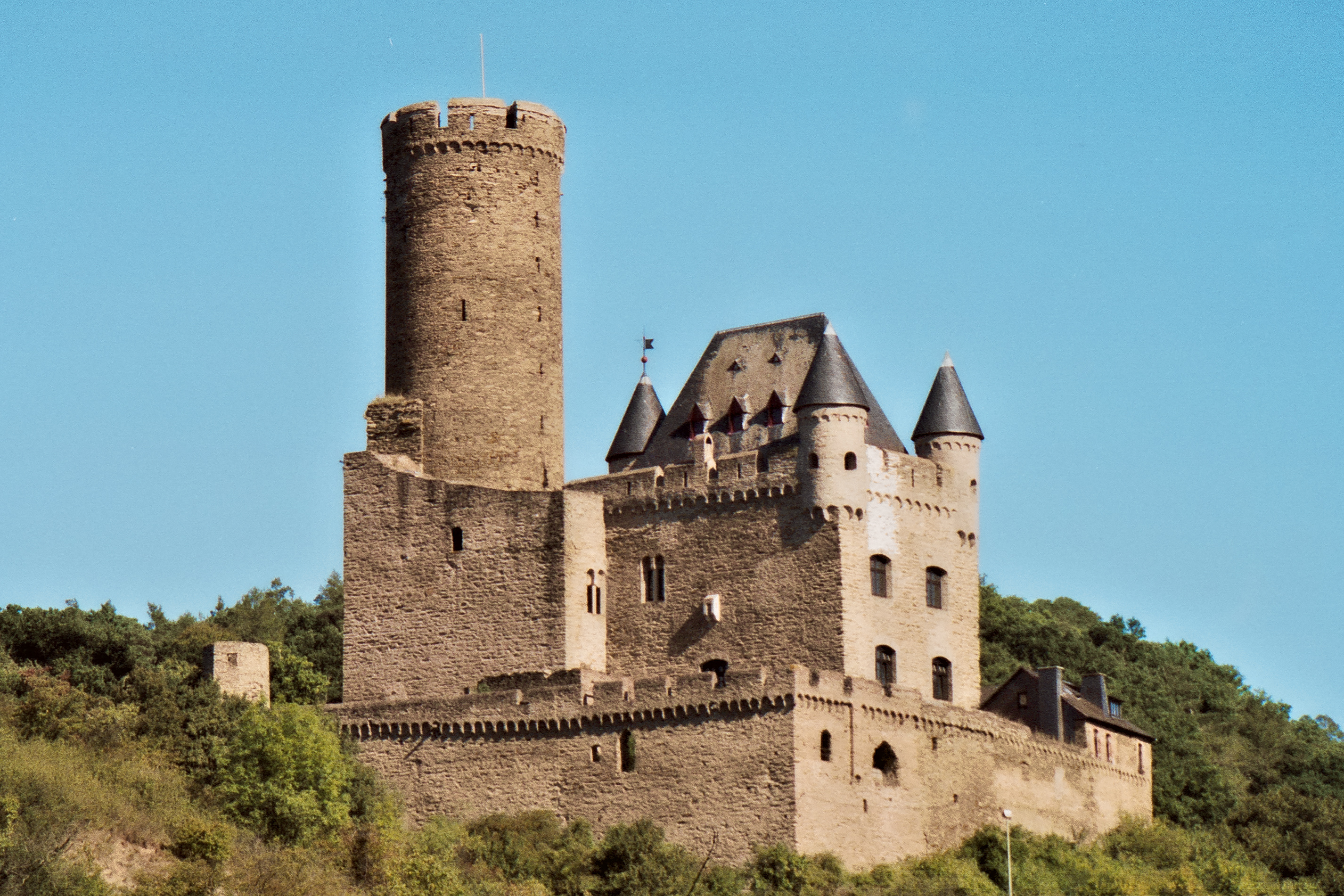
Burg Schwalbach

Diese erste Nebenlinie Hessen-Rheinfels starb bereits 1583 mit dem kinderlosen Philipp II. aus. Die Niedergrafschaft Katzenelnbogen bzw. die erloschene Landgrafschaft Hessen-Rheinfels wurde zwischen Hessen-Kassel, welches den Hauptteil erhielt, sowie Hessen-Darmstadt und Hessen-Marburg aufgeteilt.
Zur (zweiten) jüngeren Landgrafschaft Hessen-Rheinfels und der Landgrafschaft Hessen-Rheinfels-Rotenburg siehe Hessen-Rotenburg.

## Familienmitglieder
- Philipp II. (Hessen-Rheinfels) (Philipp der Jüngere; 1541–1583), erster und einziger Landgraf von Hessen-Rheinfels
- Victor Amadeus (Hessen-Rotenburg) (1779–1834), der letzte Landgraf von Hessen-Rotenburg und Rheinfels ab 1812, ab 1815 Fürst von Corvey und ab 1821 Herzog von Ratibor